# چارلز تاپر
چارلز تاپر (انگلیسی: Charles Tupper؛ زاده ۲ ژوئیهٔ ۱۸۲۱ – درگذشته ۳۰ اکتبر ۱۹۱۵) یک سیاست‌مدار اهل کانادا بود.